# Magnesiumcitraat (medisch)
Magnesiumcitraat in de medische context is het monomagnesiumzout van citroenzuur en heeft als brutoformule {\displaystyle {\ce {MgC6H6O7}}}. Het is een wit, matig zuur smakend kristallijn poeder, dat ongeveer 12% magnesium (naar gewicht) bevat.

## Synthese
Magnesiumcitraat kan eenvoudig bereid worden door magnesiumhydroxide te laten reageren met citroenzuur:
{\displaystyle {\ce {Mg(OH)2 + C6H8O7 -> Mg(C6H6O7) + 2H2O}}}

## Toepassingen
Magnesiumcitraat wordt als poeder of in water opgelost ingenomen voor het verhogen van het magnesiumionengehalte in het lichaam.
Het kan constipatie verhelpen en werkt ontspannend bij stress en spierspanningen. De maximale dosering bedraagt voor volwassen mannen 350 mg en vrouwen 300 mg magnesium per dag. Bij een zeer hoge dosering kan verlamming van het centraal zenuwstelsel optreden (magnesiumnarcose).
Magnesiumcitraat onttrekt door osmose water aan het omliggende weefsel. Eenmaal in het darmkanaal kan het zoveel water aantrekken dat de constipatie verdwijnt. Het kan het beste ingenomen worden op een lege maag. Magnesiumcitraat in pilvorm kan ook niersteenvorming voorkomen, omdat het ophoping van calcium tegengaat.